# Lodève
Lodève ist eine südfranzösische Kleinstadt und eine Gemeinde (commune) mit 7.202 Einwohnern (Stand 1. Januar 2022) im Département Hérault in der Region Okzitanien. Der nationale Rat für Geschichts- und Kunststädte und -landschaften (Conseil National des Villes et Pays d'Art et d'Histoire) hat im Jahr 2006 der Stadt Lodève den offiziellen Titel Ville d’art et d’histoire („Stadt der Kunst und der Geschichte“) zuerkannt.

## Lage und Klima
Die Altstadt von Lodève liegt zwischen den Flüssen Lergue und Soulondre, am Fuße des Causse-du-Larzac-Plateaus und der Montagne Noire in einer Höhe von ca. 165 m. Die in der Küstenebene des Mittelmeeres gelegenen Städte Montpellier, Sète, Agde und Béziers befinden sich im Umkreis von ca. 55 bis 65 Kilometern (Fahrtstrecke). 
Das vorherrschende Mittelmeerklima ist meist gemäßigt und warm; Regen (ca. 690 mm/Jahr) fällt überwiegend im Winterhalbjahr.

## Bevölkerungsentwicklung
| Jahr      | 1800 | 1851   | 1901 | 1954 | 1999 | 2017 |
| Einwohner | 7449 | 11.238 | 8200 | 6626 | 6900 | 7441 |

Die Reblauskrise im Weinbau und der Niedergang der Textilindustrie waren die Hauptgründe für den Einbruch der Bevölkerungszahlen im frühen 20. Jahrhundert.

## Wirtschaft
Im 18. und 19. Jahrhundert war – aufgrund der Schafzucht auf den Causses (Karst-Hochländern) – die Textilherstellung wichtigster Erwerbszweig. Hier wurden die Stoffe für die Armeen Napoleons gefertigt. Im 20. Jahrhundert war das Lodèver Becken bekannt für seine reichen Uranvorkommen. Der Abbau wurde inzwischen eingestellt, heute setzt die Stadt auf Zukunftstechnologien. Auch der Weinbau wird auf kleinen Flächen der Stadt praktiziert (Coteaux du Languedoc, Clairette de Languedoc).

## Geschichte

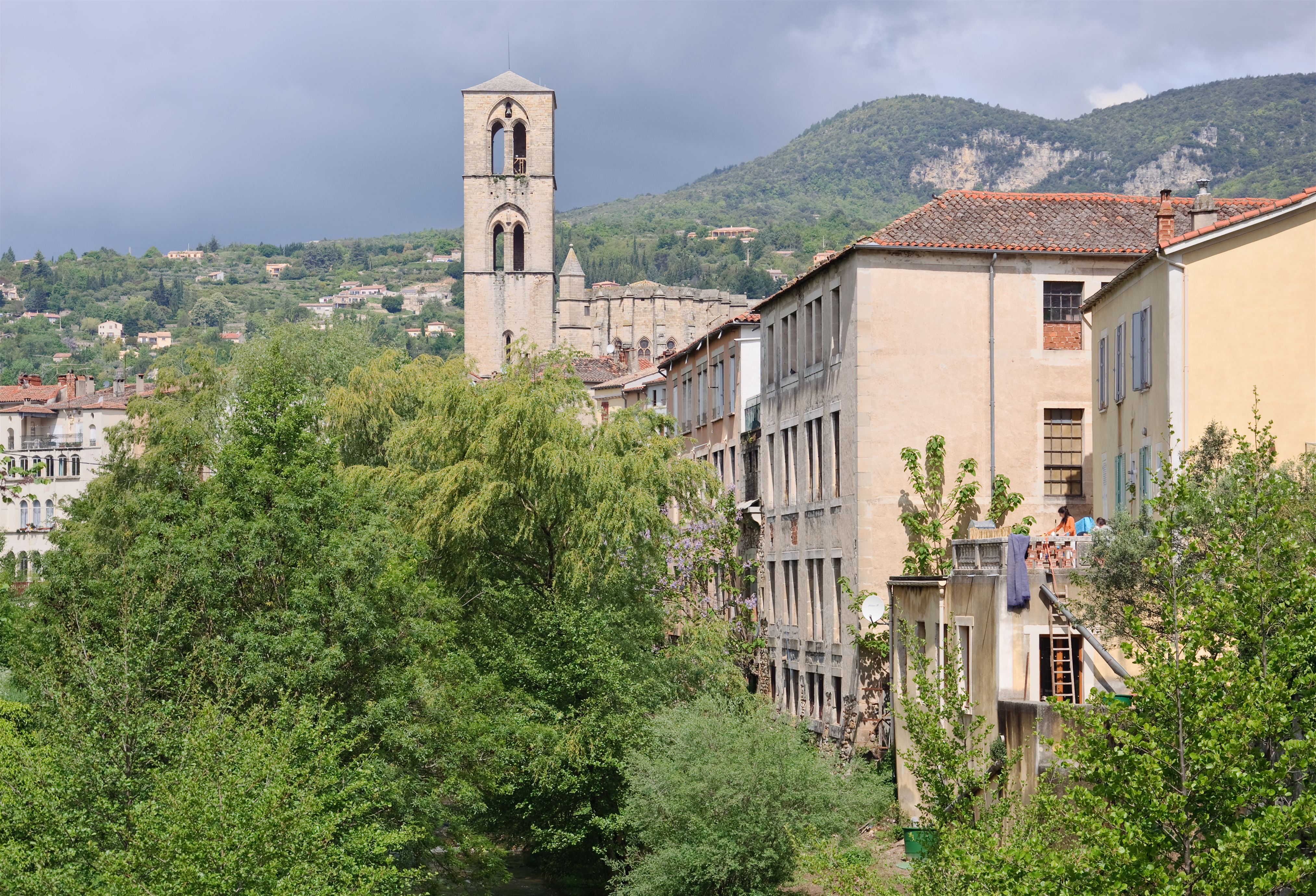
Blick auf Lodève

Lodève ist eine keltische Gründung. Zur Zeit der römischen Provincia Narbonnensis hieß die Stadt Forum Neronis; der Name Luteva ist jedoch wohl älter. Im späten 4. Jahrhundert wurde Lodève Sitz eines Bischofs (s. Liste der Bischöfe von Lodève). Vom 5.–8. Jahrhundert gehörte die Stadt zum Westgotenreich. Zwischen 725 und 745 fielen die Araber ein; später wurde die Gegend dem fränkischen Reich einverleibt. 817 nahm Kaiser Ludwig der Fromme die Bischofskirche in seinen Schutz und schenkte ihr drei Kirchen in der Umgebung (Regesta Imperii I., 646).
Die Burgstelle der Burg Montbrun oberhalb der Stadt zeugt noch von der Bedeutung der Stadt als Sitz eines Vizegrafen. Dieser stand im ständigen Konflikt mit den Bischöfen, die schon früh die Herrschaft über die Stadt innehatten; es kam zu wiederholten (vergeblichen) Versuchen der Bürgerschaft, die bischöfliche Herrschaft abzuschütteln, doch ging die Vizegrafschaft im Hochmittelalter auf die Bischöfe über.
Im Hoch- und Spätmittelalter war Lodève ein wichtiges Etappenziel auf dem Jakobsweg, dem Pilgerweg nach Santiago de Compostela (zum angeblichen Grab des Apostels Jakobus), und zwar auf dessen südlichem Zweig, der Via Arelatensis oder Via Tolosana, die von Arles über Saint-Gilles, Saint-Guilhem-le-Désert, Lodève und Toulouse zum Somport-Pass in den Pyrenäen führte.
Im Hundertjährigen Krieg (1337–1453) wurde die Stadt von den Söldnertruppen des „Schwarzen Prinzen“ heimgesucht. In den Religionskriegen des 16. Jahrhunderts (Hugenottenkriegen) litt die Stadt unter den heftigen Auseinandersetzungen zwischen Katholiken und Protestanten. Letztere beschädigten dabei unter anderem die dem heiligen Fulcran geweihte Kathedrale St-Fulcran de Lodève.

## Sehenswürdigkeiten

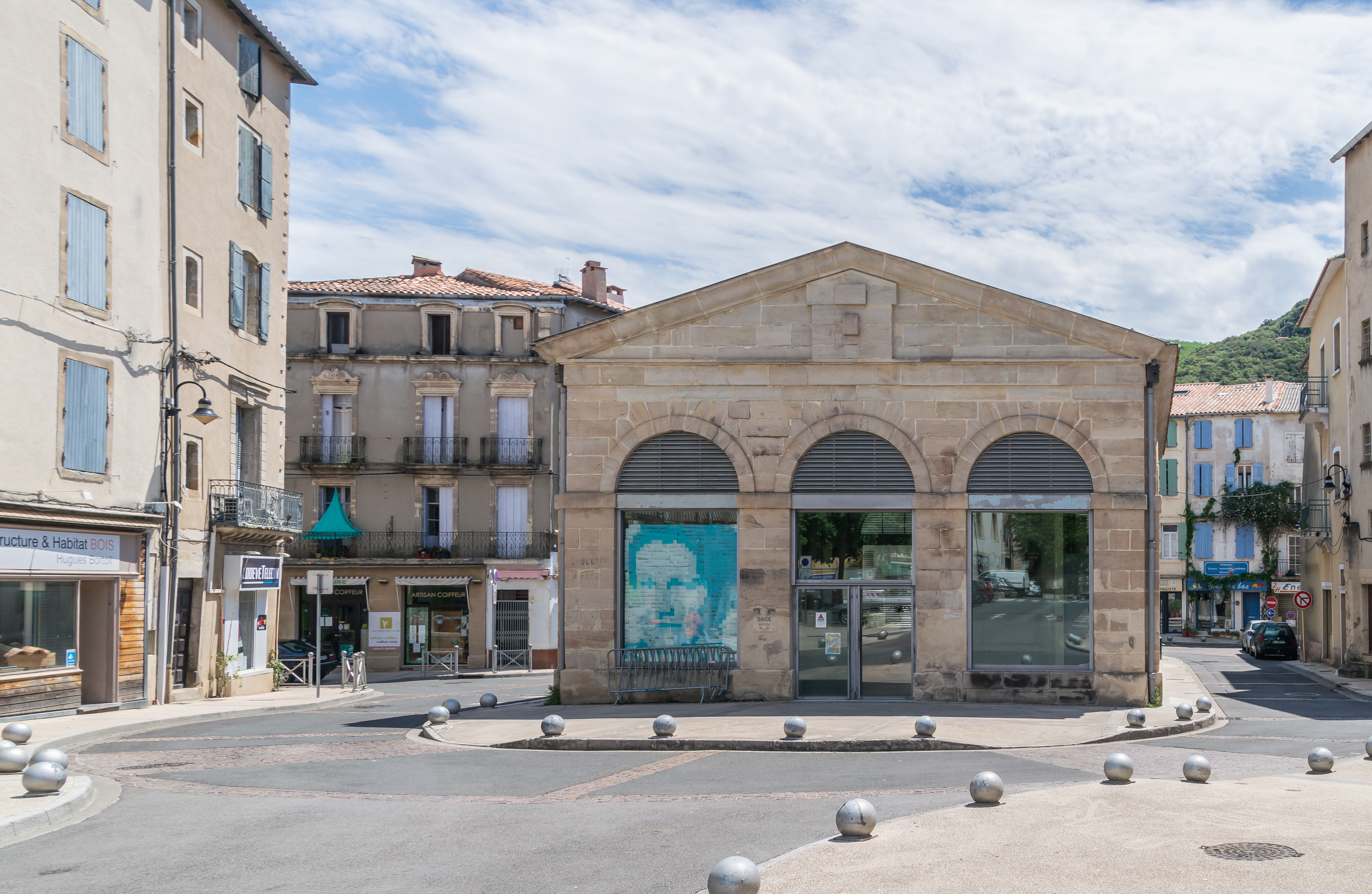
Ortszentrum mit Markthalle

- ehemalige Kathedrale und heutige Pfarrkirche St. Fulcran
- Kirche Saint-Pierre-aux-Liens aus der Mitte des 19. Jahrhunderts
- Reste der mittelalterlichen Stadtmauer inkl. Turm (Tour du Portalet)
- Mitte des 18. Jahrhunderts erbauter Bischofspalast (Palais épiscopal), heute Rathaus
- im 19. Jahrhundert erbaute Markthalle (halle)
- Stadtmuseum (Musée de Lodève, ehemals Hôtel de Fleury) mit vorgeschichtlichen, antiken und mittelalterlichen Funden und Ausstellungen moderner Kunst
- Kriegerdenkmal (1930) von Paul Dardé, mit pazifistischer Aussage: vier trauernde Frauen (stellen die vier Jahreszeiten dar) in der damals aktuellen Pariser Mode, von den Hüten bis zu den Schuhen,
- mehrere ehemalige Stadtpalais

## Persönlichkeiten
- Florus von Lodève († um 389), erster Bischof von Lodève und Heiliger
- Fulcran von Lodève (um 923–1006), Bischof und Heiliger
- André-Hercule Kardinal de Fleury (1653–1743), Kardinal und Staatsmann, Bischof von Fréjus, Lehrer Ludwigs XV. und de facto dessen Premierminister
- Joseph Vallot (1854–1925), Privatgelehrter
- Paul Dardé (1888–1963), Bildhauer
- Georges Auric (1899–1983), Komponist